# ليز تايلر
ليز تايلر (بالإنجليزية: Lizz Tayler)‏ وهي ممثلة أفلام إباحية وعارضة بالغة أمريكية ولدت في يوم 9 يونيو 1990 في مدينة فينيكس، أريزونا في الولايات المتحدة.

## روابط خارجية
- ليز تايلر على موقع IMDb (الإنجليزية)
- ليز تايلر على موقع قاعدة بيانات الفيلم (الإنجليزية)
- ليز تايلر على موقع كينوبويسك (الروسية)